# 称多县
称多县（藏語：ཁྲི་འདུ་རྫོང，威利转写：khri 'du rdzong，藏语拼音：Chindu Zong）是中华人民共和国青海省玉树藏族自治州东北部的一个县。东面与四川省接壤，北部有巴颜喀拉山脉。面积13793平方公里，常住总人口約7万，其中藏族占约98%。县人民政府驻称文镇。

## 行政区划
称多县下辖5个镇、2个乡：
称文镇、歇武镇、扎朵镇、清水河镇、珍秦镇、尕朵乡和拉布乡。

## 人口民族
截至2020年底，稱多縣總人口6.7萬人，其中農牧業人口5.64萬人，城鎮居民人口1.06萬人，藏族佔98％以上。